# Edwin Percy Phillips
Edwin Percy Phillips (* 18. Februar 1884 in Sea Point, Kapstadt; † 12. April 1967 in Kapstadt) war ein südafrikanischer Botaniker. Sein offizielles botanisches Autorenkürzel lautet „E.Phillips“.

## Leben
Phillips war der Sohn von Ralph E. Phillips und Edith M. Crowder. Ab dem Jahr 1900 studierte er am South African College, wo er 1905 den Bachelor of Arts und 1908 den Master of Arts erlangte. 1915 wurde er mit der Dissertation A contribution to the flora of the Leribe Plateau and environ, with a discussion on the relationships of the flora of Basutoland, the Kalahari, and the south-eastern regions unter der Leitung von Henry Harold Welch Pearson zum Doctor of Science an der University of the Cape of Good Hope promoviert. Hierfür betrieb er im Jahr 1913 Feldstudien am Leribe-Plateau.
1907 wurde Phillips Assistent am Herbarium des South African Museum, wo Pearson Honorarkurator war. Im Jahr 1910 verbrachte Phillips zehn Monate im Herbarium der Royal Botanic Gardens (Kew), wo er in Zusammenarbeit mit Otto Stapf und John Hutchinson über die Silberbaumgewächse (Proteaceae) im Werk Flora Capensis schrieb. 1911 wurde Phillips Kurator am Herbarium des South African Museum, nach dem Pearson von seinem Posten zurücktrat, um Kustos am Bolus Herbarium zu werden. Im September 1911 nahm Phillips an der Percy Sladen Memorial Expedition nach Kamiesberg teil.
Im Jahr 1918 wurde Phillips Kurator am Bereich Botanik der Abteilung für Landwirtschaft des National Herbarium, das ab 1913 unter der Leitung von Illtyd Buller Pole-Evans eine rasche Expansion mit der Einführung der botanischen Erkundung Südafrikas erlebte. 
Im Jahr 1926 veröffentlichte Phillips zwei Schriften zur Publikationsreihe Memoirs of the Botanical Survey of South Africa von Pole-Evans. Die erste war eine vorläufige Liste der Giftpflanzen Südafrikas (Memoirs 9: A preliminary list of the known poisonous plants found in South Africa) und die zweite befasste sich mit den Gattungen der südafrikanischen Blütenpflanzen (Memoirs 10: The genera of South African Flowering plants), die 1951 in einer überarbeiteten Auflage herauskam. Zwischen 1921 und 1943 schrieb Phillips den größten Teil der Texte zu den ersten 20 Bänden der illustrierten Reihe The Flowering Plants of South Africa. Als 1921 das Journal Bothalia des National Herbarium gegründet wurde, trug Phillips zahlreiche Artikel für die ersten beiden Ausgaben des Journals bei. 
Phillips veröffentlichte über 200 Schriften, darunter seine Hauptwerke An introduction to the study of South African grasses, with notes on their structure, distribution, cultivation, etc. im Jahr 1931 und The weeds of South Africa im Jahr 1938. Mehr als 15 populärwissenschaftliche Artikel erschienen ab 1922 im Agricultural Journal und in verschiedenen Farmmagazinen. 1966 war er mit Estelle van Hoepen Herausgeber des Werkes The Common Names of South African Plants von Christo Albertyn Smith, der 1956 verstarb. 
1939 wurde Phillips Nachfolger von Pole-Evans als Leiter der Abteilung für Botanik und Pflanzenpathologie am National Herbarium, eine Position, die er bis zu seiner Pensionierung im Jahr 1944 innehatte. Während des Zweiten Weltkriegs war das Herbarium von Haushaltskürzungen betroffen und es verlor Mitarbeiter, die sich den Streitkräften anschlossen. Trotzdem veröffentlichte Phillips weiterhin sehr produktiv.
Phillips war in einer Reihe von wissenschaftlichen Gesellschaften aktiv. Er war Fellow der Linnean Society of London und 1921 wurde er zum Fellow der Royal Society of South Africa gewählt. Als Mitglied der South African Biological Society war er von 1919 bis 1944 Sekretär und 1950 Präsident. 1925 wurde er mit der Senior Captain Scott Memorial Medal ausgezeichnet.
1915 wurde er Mitglied der South African Association for the Advancement of Science, wo er für viele Jahre im Gremium diente. 1930 und 1935 wurde er zum Präsidenten der Sektion C (die den Bereich Botanik umfasst) gewählt. 1942 war er Präsident der South African Association for the Advancement of Science.

## Dedikationsnamen
Nach Edwin Percy Phillips sind folgende Arten benannt:
- (Mittagsblumengewächse) Mesembryanthemum phillipsii L.Bolus
- (Glockenblumengewächse) Cyphia phillipsii E.Wimm.
- (Fuchsschwanzgewächse) Salsola phillipsii Botsch.
- (Flügelsamengewächse) Combretum phillipsii Dümmer
- (Süßgräser) Setaria phillipsii de Wit
- (Silberbaumgewächse) Leucadendron phillipsii Hutch.
- (Rosengewächse) Cliffortia phillipsii Weim.
- (Rautengewächse) Agathosma phillipsii Dümmer
- (Fuchsschwanzgewächse) Chenopodium phillipsianum Allen[1]